# Girty's Town
Girty's Town (Girtyjev grad), selo Shawnee Indijanaca koje se 1795. godne nalazilo na rijeci St. Marys, istočno od rezervoara Celina, u današnjem okrugu Auglaize, u državi Ohio.
Ime je dobilo po indijanskom trgovcu Simonu Girtyju koji je živio među Shawnee-jima.